# 山形みらい
山形 みらい（やまがた みらい、6月1日 - ）は、日本の女性タレント、歌手。三重県尾鷲市出身。愛知県名古屋市在住。オフィス森音所属。日本サぱ協会会長。都市間高速道路研究者。

## 人物
- 国道・酷道・高速道路が好き。
- 『国道・高速道路タレント』『ルーティスト（ルート（道路）アーティスト）』として、『萌えの観点から見た国道・高速道路』を主体に道路の面白さを伝えている。
- 高速道路とサービスエリア・パーキングエリア・ハイウェイオアシスに詳しいことから、『ハイウェイタレント』『高速道路の専門家』[3]と呼ばれている。
- 一度食べた高速道路グルメの味は忘れない特性を持つ。SA・PAグルメについて研究をしており、グルメリポーターとして活動している[4]。
- 2019年度 首都高グルメグランプリの『特別審査員』に抜擢された。
- 高速道路のハイウェイラジオが好き。
- GPSロガーを持ち歩いている。
- 『クマリン』という頭はくま、体は人間のキャラクターが山形みらいと共に時々ステージに登場することがある[注 1]。
- ゴールデンウィーク、シルバーウィークなどの大型連休は、必要な人に高速道路をゆずりたいということから、高速道路には乗らない活動を行っている[5]。
- 2.5次元国道擬人化アイドル『ルートちゃん』という道路アイドルをプロデュースしている[6]。
- 趣味のテディベア収集が高じて「くまの親分」と呼ばれたことから、『おやびん』という愛称で親しまれており、「くまのアイドル」通称『くまドル』としても活動中。
- トレードマークは、くま、傘、チョコレート、ミルクティーとタータンチェック。
- 語尾に『にょろ』『にょろり』をつけて喋ることがある。あいさつの仕方は、「こんばんにょろにょろ。」「おやすみるくまてぃ。」[注 2]。

## 趣味・嗜好
- 趣味は旅行・ドライブ・高速道路のサービスエリア・パーキングエリア・博物館・美術館巡り・紅茶・テディベア・鉱物収集・可愛いお洋服を着ること。
- 好きな色は青、緑、ボルドー[7]。
- お気に入りのブランドは『Jane Marple』・『MILK』・『Fi.n.t』・『Rose Marie seoir』[8]。
- 好きな食べ物はハンバーグ、南高梅、唐揚、たこ焼き、アメリカンドッ君[8]。
- アルクマ・みちまるくん[9]・わたせせいぞうのファン。
- にょろにょろ長いものが好き。
- 特技は日本地図フリーハンド、道に迷わないこと。
- 国道・高速道路に関する同人誌を執筆している。
- 高速道路が好きなことから『ハイウェイおやびん』という高速道路のハイウェイラジオ風のインターネットラジオを製作。パーソナリティも務めていた。
- 紅茶の先生として、岐阜県海津市にある木曽三川公園アクアワールド水郷パークセンターにおいて紅茶教室を開いていた。
- テディベアアーティストとしても活動しており、Yahoo!タレントチャリティーオークション JCV（世界の子どもにワクチンを日本委員会）では、『投げくま[注 3]』と呼ばれる手作りのテディベアに48,500円の金額が付いた。
- 所有しているテディベアの数は100匹以上。一番大きなものは『ちょび』と呼んでいる高さ180cm、幅180cmの巨大なテディベア。

## エピソード
- 大学在学中に活断層とフォッサマグナについて書き記した論文が認められ、日本地理学会太田陽子（横浜国立大学名誉教授）より活断層の研究を薦められるが断った。なお、大学を首席で卒業している。
- 名古屋第二環状自動車道（名二環）名古屋南JCT-高針JCT開通の際に一番乗りを果たしている[10][11]。
- アメリカンドッ君[12]のデコレーションに拘りを持っていて、ケチャップやマスタードを使って季節に合わせたコーディネイトを考える事を得意とする。バリエーションは、「ドッ君」ということで19通り[13]ある。
- 山形みらいとふかわりょうが、中日本高速道路エリアについてどちらが詳しいかクイズ形式で対決。アメリカンドッ君 vs アメリカンドッグデコレーション対決も行われた[14]。
- トクデンコスモ株式会社製の「安全太郎初号機」を所有しており、ベランダで自宅警備をさせている[15]。
- 2014年10月28日、日本のサービスエリア・パーキングエリアを全力で楽しむ人のための協会『日本サぱ協会』を設立。協会長を務めている。
- 高速道路に関する大量のグッズ、書籍のコレクションが自宅に入りきらなくなり、自宅とは別に部屋を用意して『サぱサろん』を開いている[16]。
- 年間で300日間、高速道路を利用することから「ハイウェイのウエ―」とtwitterで記載してることがある。
- 2018年に全国に800ヵ所以上ある高速道路のサービスエリア・パーキングエリア・ハイウェイオアシスを制覇した[17]。
- コメンテーターはいいが、サービスエリア・パーキングエリアの評論家ではないと表明している[18]。
- 名古屋高速道路公社が設立50年として、50年史副読本「いつも近くに名古屋高速」を2021年から約1年かけて山形みらいと全面コラボ[19]。50年史副読本は、2022年3月13日に名古屋コンベンションホールで行われた「名古屋高速道路公社設立50周年記念イベント ～ Expressway to the Future～」にてお披露目された。

## 出演

### テレビ
- NHK 熱中スタジアム ハイウェイ・ドライブ第1夜〜ハイウェイを走らナイト〜（2010年10月1日放送）
- NHK 熱中スタジアム ハイウェイ・ドライブ第2夜〜たまには休まナイト〜（2010年10月8日放送）
- フジテレビ 「芸能人同類くんの旅　奥の深道」（2011年11月13日放送）
  - 高速道路の神・ハイウェイタレントとして出演。
- メ〜テレ 我が家の妄想ライセンス（2012年1月31日放送）
  - 中日本高速道路（NEXCO中日本）「中日本エリアSA・PA中部支部長ライセンス取得」
- 東京メトロポリタンテレビジョン（TOKYO MX） 5時に夢中!（2015年5月4日放送）
  - 追跡！ベスト8（月曜日）サービスエリア・パーキングエリアの古き良きグルメを追跡!
- テレビ東京 車あるんですけど…?（2017年4月23日放送）
  - 「高速道路サービスエリアマニアのおすすめSA巡り」
- テレビ東京 よじごじDays 「GW高速道路攻略情報」（2018年4月20日放送）
- フジテレビ 金曜プレミアム・ウワサのお客さま（2019年4月26日放送）
  - 「サービスエリアを影で操る謎の女帝」
- テレビ東京 リトルトーキョーライフ（2019年5月2日放送）
- 静岡朝日テレビ「とびっきり!サンデー」（2021年8月8日放送）
  - 新東名サービスエリア オススメグルメBEST3を食べ尽くせ！
- CBCテレビ 歩道・車道バラエティ 道との遭遇
  - 「全国で2ヵ所だけ!? 国道170号の秘密」（2022年4月12日放送）
- TBSテレビ「Nスタ」 
  - SAとは違うハイウェイオアシス　(2022年4月25日放送)
- カンテレ（フジテレビ） 土曜はナニする!?
  - 「デヴィ夫人が海老名SAにデビュー夫人」（2022年4月30日放送）
- CBCテレビ 歩道・車道バラエティ 道との遭遇
  - 「日本の奇妙な道 名阪国道にある“オメガカーブ"の歴史とその魅力」（2022年5月24日放送）

### ラジオ
- 愛知北エフエム放送 安藤尚範の祭食健美（2010年10月4日放送）
- ニッポン放送 垣花正のあなたとハッピー!（2015年4月29日放送）
- TOKYO FM 中西哲生のクロノス（2015年9月15日放送）
- bayfm 光永亮太のPOWER BAY MORNING（2015年9月17日放送）
- ニッポン放送 土屋礼央のレオなるど（2016年9月21日放送）
- 文化放送 玉川美沙 ハピリー（2017年3月18日放送）
- NBCラジオ佐賀 （長崎放送）渕上史貴 「ここ・らじ」（2017年5月1日放送）
- 静岡エフエム放送 K-mix おひるま協同組合 「東名高速 vs 新東名高速」（2018年6月6日放送）
- J-WAVE 横山エリカ「FRUIT MARKET」（2019年4月20日放送）
- CBCラジオ 北野誠「北野誠のズバリサタデー」（2019年8月3日放送）
- MBSラジオ 浜村淳「ありがとう浜村淳です」（時期不詳）

### イベント
- 東名高速道路 浜名湖サービスエリア ハイウェイライブ（2012年1月9日）
- 中央自動車道 恵那峡サービスエリア下り ハイウェイライブ （2012年10月8日）
- 中日本高速道路（NEXCO中日本） ゴーイング★ハイウェイ2012　恵那峡サービスエリア下り（2012年10月13日）
- 関西土木学会 どぼくカフェ 道ちゃん大集合（2013年11月29日）
- ハイウェイサぱミット2014 in 名古屋（2014年3月8日）
- 土木学会100周年記念フェスタ in 中部 どぼくカフェ 道が趣味（2014年7月29日）
- ハイウェイサぱミット2015 in 名古屋（2015年3月8日）
- 愛知サマーセミナー 「山形みらいの高速道路のSA・PAの楽しみ方」（2015年7月19日）
- ニフティ 東京カルチャーカルチャー 「はじめての道路Day～Virgin～」（2016年5月21日）
- ロフト プラスワン WEST 「趣味の道路道」（2016年11月26日）
- 大須OYS 「趣味の道路道 NAGOYA」（2017年2月26日）
- 大須OYS 「趣味の道路道 NAGOYA2」（2017年10月21日）
- 大須OYS 「趣味の道路道 NAGOYA3」（2018年4月1日）
- 大須OYS 「趣味の道路道 NAGOYA4」（2018年12月1日）
- 大須OYS 「趣味の道路道 NAGOYA5」（2019年6月29日）
- 関西土木学会 どぼくカフェ「高速道路とサぱ（SA・PA）を楽しむ」 in 新名神高速道路 宝塚北SA（2018年12月2日）
- 2019年度 首都高グルメグランプリ特別審査員[20]（2019年6月13日）
- 名古屋高速道路公社設立50周年記念イベント ～ Expressway to the Future～ プレゼンター（2022年3月13日）

### インターネットラジオ
- ハイウェイおやびん

### インターネット動画配信
- 山形みらいの♪チョコレートみるくまてぃ☆
- ついてるっ!ラッキー!ハッピー!テレビっ!
- サぱる?
- ほぼ週刊サぱ行く!（SAPAiK）

## 書籍
- 山形みらい『東名・名神高速道路の不思議と謎』実業之日本社〈じっぴコンパクト新書〉、2018年7月、255頁[21]。 ISBN 978-4-408-33810-1
- 日本サぱ協会 著・山形みらい 監修『日本サぱ協会厳選！一度は買いたいSA・PAの「五つ星みやげ」』三栄〈サンエイ新書〉、2019年7月、223頁[22]。 ISBN 978-4-7796-3963-0

## メディア掲載

### 雑誌
- 女性セブン 全国高速道路SA・PA 噂の名物丼食べつくしドライブ（2013年9月26日号）
- 女性セブン 全国高速道路SA・PA 噂の名物スイーツ食べつくしドライブ（2014年1月1日号）
- 週刊プレイボーイ 全国高速SA・PA 名物グルメ大集合!!（2014年11月10日号）
- 女性セブン 全国高速ようこそSA・PAへ 刈谷ハイウェイオアシスご当地丸ごと食べつくし!（2015年5月21日号）
- 女性自身 刈谷ハイウェイオアシス人気の秘密（2015年7月21日号）
- 女性セブン わざわざ行きたい 最新のサービスエリア12（2016年12月1日号）
- 女性セブン わざわざ行きたい 全国SA・PA旨いものグランプリ（2018年9月27日号）
- 女性セブン 高速SA・PA最新（得）ガイド（2019年5月16日号）
- 公益社団法人 日本道路協会「道路」 特集 高速道路の新たな魅力「SA・PA」（2019年11月1日号）
- 関西・中国・四国じゃらん 「人気のSA・PA徹底ガイド」（2020年1月号）
- 名古屋市文化振興事業団「なごや文化情報 いとしのサブカル」2021年1・2月号「名古屋の『道』に魅せられて、私が形成されました」（2020年12月）
- 土木技術 Civil Engineering for Life Vol.76 特集「マニアと土木」（2021年6月号）

### 新聞
- 日本経済新聞 NIKKEIプラス1 何でもランキング「帰省の味方 眺望の自慢のSA・PA」（2015年7月25日号）
- 首都高速道路 首都高NEWS「めざせ!PA通」（2015年9月〜2017年8月）
- 読売新聞 「高速道路のSAPAお土産充実」（2018年1月22日）
- 旬刊高速道路 「新刊紹介」（2018年8月25日）
- 朝日新聞 「高速道 愛あふれる一冊（東名・名神の「不思議と謎」）」（2018年10月15日）
- 東京新聞 「美味加速 海老名SA」（2019年4月3日）
- 旬刊高速道路 「新刊紹介」（2019年8月25日）
- 日本経済新聞 NIKKEIプラス1 何でもランキング「1日中楽しめる高速のSA・PA」（2022年2月19日号）
- 旬刊高速道路「新刊紹介」いつも近くに名古屋高速50年史副読本 山形みらいと全面コラボ（2022年4月5日）
- 富士山経済新聞 駒門パーキングエリア売店が51年の歴史に幕　最後の「ホットドッ君」800本販売も  (2022年10月11日)

### Webメディア
- リアルライブ・エンタメ・ニュース 「国道・高速道路アイドルで、くまドルです!山形みらい」第1回（2011年2月24日）
- リアルライブ・エンタメ・ニュース 「国道・高速道路アイドルで、くまドルです！ 山形みらい」第2回（2011年2月25日）
- NEWS ポストセブン 「人気の刈谷ハイウェイオアシスを「ルートアイドル」が紹介」（2015年5月5日）
- 日本経済新聞 電子版 「絶景！達人お薦め、高速道のSA・PA」（2015年7月26日）
- GAZOO 「高速道路をこよなく愛する団体「日本サぱ協会」とは?」（2018年11月17日）
- GAZOO 「SA・PAの魅力を発信! 日本サぱ協会会長・山形みらいさんが感じる高速道路の魅力とは?」（2018年11月18日）
- NEWS ポストセブン 「GW、ハイウェイタレント・山形みらいが紹介する淡路SAの魅力」（2019年4月28日）
- NEWS ポストセブン 「新名神高速の新スポット「PIT SUZUKA」の絶品グルメ6選」（2019年4月29日）
- カレントライフ 「高速道路を愛好し、研究対象とする方たちの集まり「日本サぱ協会」という存在をご存知ですか？」（2019年7月5日）
- アーバンライフメトロ 「立ち寄ったら絶対買いたい 首都圏SA・PA「五つ星みやげ」5選」（2019年10月22日）
- じゃらんニュース 「【関西】サービスエリアで買える「お土産」10選。帰省の手土産にもおすすめ！」（2019年12月20日）
- じゃらんニュース 「【関西】サービスエリア「必食グルメ」58選！」（2019年12月21日）
- リクルートホールディングス メシ通 「全国のサービスエリアを巡った達人がすすめる「高速道路で一度は寄りたい、味なSA＆PA」（2019年12月27日）
- 国土交通省 グラスプ（Grasp）「vol.14「道」が変わる！新たなチャレンジ」（2020年1月17日）
- 小学館 WEBファッションマガジン「Precious.jp」唯一無二の「ハイウェイタレント」山形みらいさんに聞いたマニアがおおすすめ！旅行ついでに立ち寄りたい「西日本のSAPA」3選（2020年9月16日）
- 小学館 WEBファッションマガジン「Precious.jp」唯一無二の「ハイウェイタレント」山形みらいさんに聞いたマニアが厳選！旅行をより充実させる「東京近郊のSAPA」3選（2020年9月18日）
- 小学館 WEBファッションマガジン「Precious.jp」全国のSAPAを訪れた「ハイウェイタレント」山形みらいさんに聞いた行楽の秋に立ち寄りたい！リニューアル尽くしの「注目SAPA」4選（2020年11月3日）
- KINTO クルマのサブスク、トヨタから 「東名高速トリビアとSA・PAグルメをめぐる旅【東京→愛知】」（2021年2月23日）
- CBC マガジン 商店街の中が国道に？「国道170号」の秘密にミキが迫る  (2022年4月13日)
- CBC マガジン 日本の奇妙な道　名阪国道にある“オメガカーブ"の歴史とその魅力  (2022年5月25日)
- PR TIMES 8/10（水）「道の日」に「道との遭遇」スペシャル生配信決定！レジェンド道マニア3人によるスペシャルトーク！番組YouTubeで夜８時開始予定！  (2022年8月1日)

## ディスコグラフィ
- プレゼント〜そのままでねダーリン〜（作詞：kazz）
- ついてるっ!ラッキー!ハッピー！元気っ!（作詞・作曲：青葉美咲）
- 愛情サプリメント（作詞・作曲：青葉美咲）
- ハイウェイオアシスで待ってて♪（作詞・作曲：青葉美咲）
- ハイウェイオアシスで待ってて♪ 〜にょろ萌えドライブVer.（作詞・作曲：青葉美咲）
- テ・ン・シ・ノ・ハ・シ・ゴ（作詞・作曲：青葉美咲）